# Saltsjöbanan
De Saltsjöbanan is een normaalsporige Zweedse spoorlijn, gelegen in Stockholm tussen Slussen (in het stadsdeel Södermalm) en Saltsjöbaden, met een zijlijn naar Solsidan in de provincie Stockholms län.

## Geschiedenis

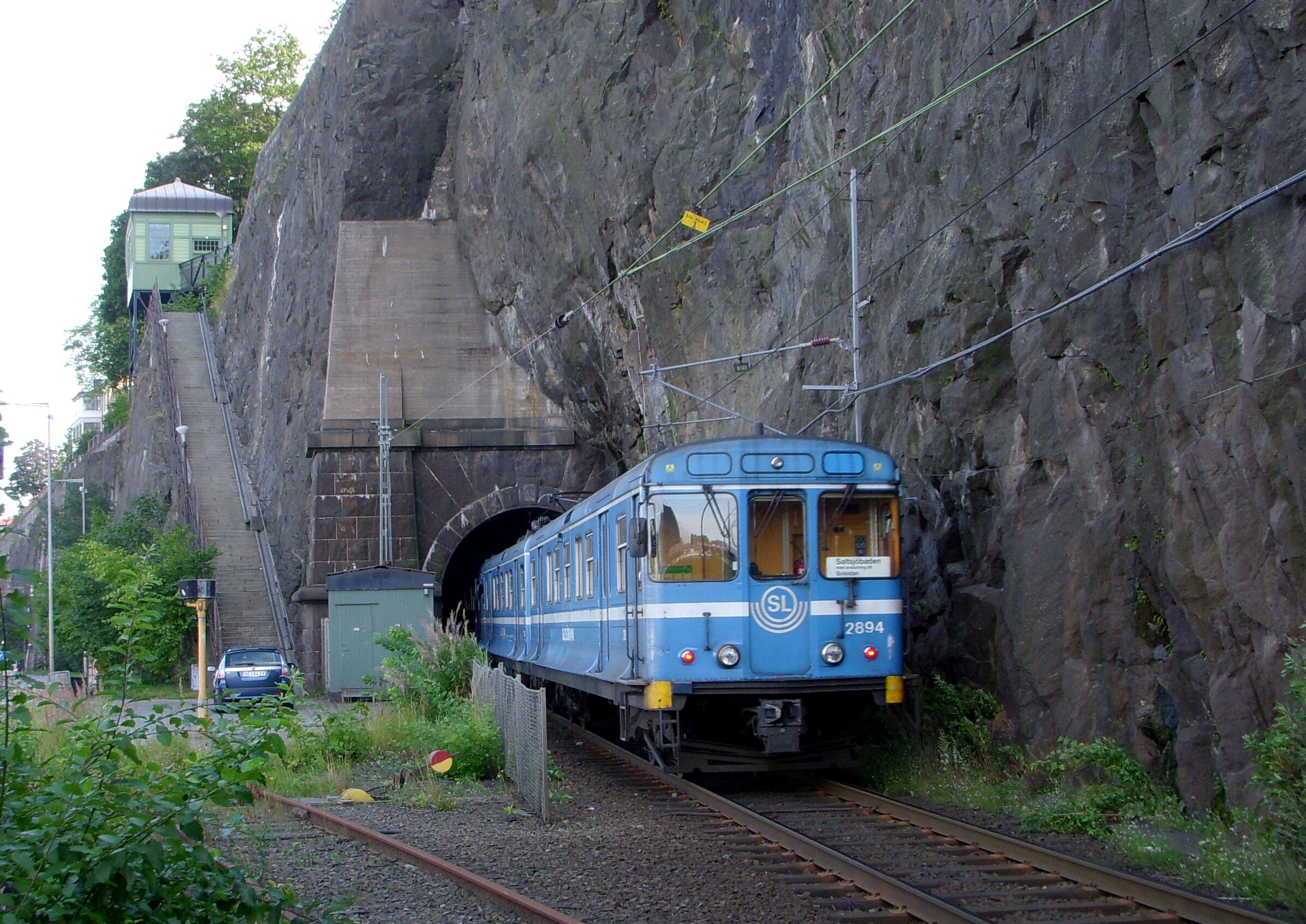
De Saltsjöbanan bij de tunnel naar Slussen. Links het overwoekerde spoor naar Stockholms södra.

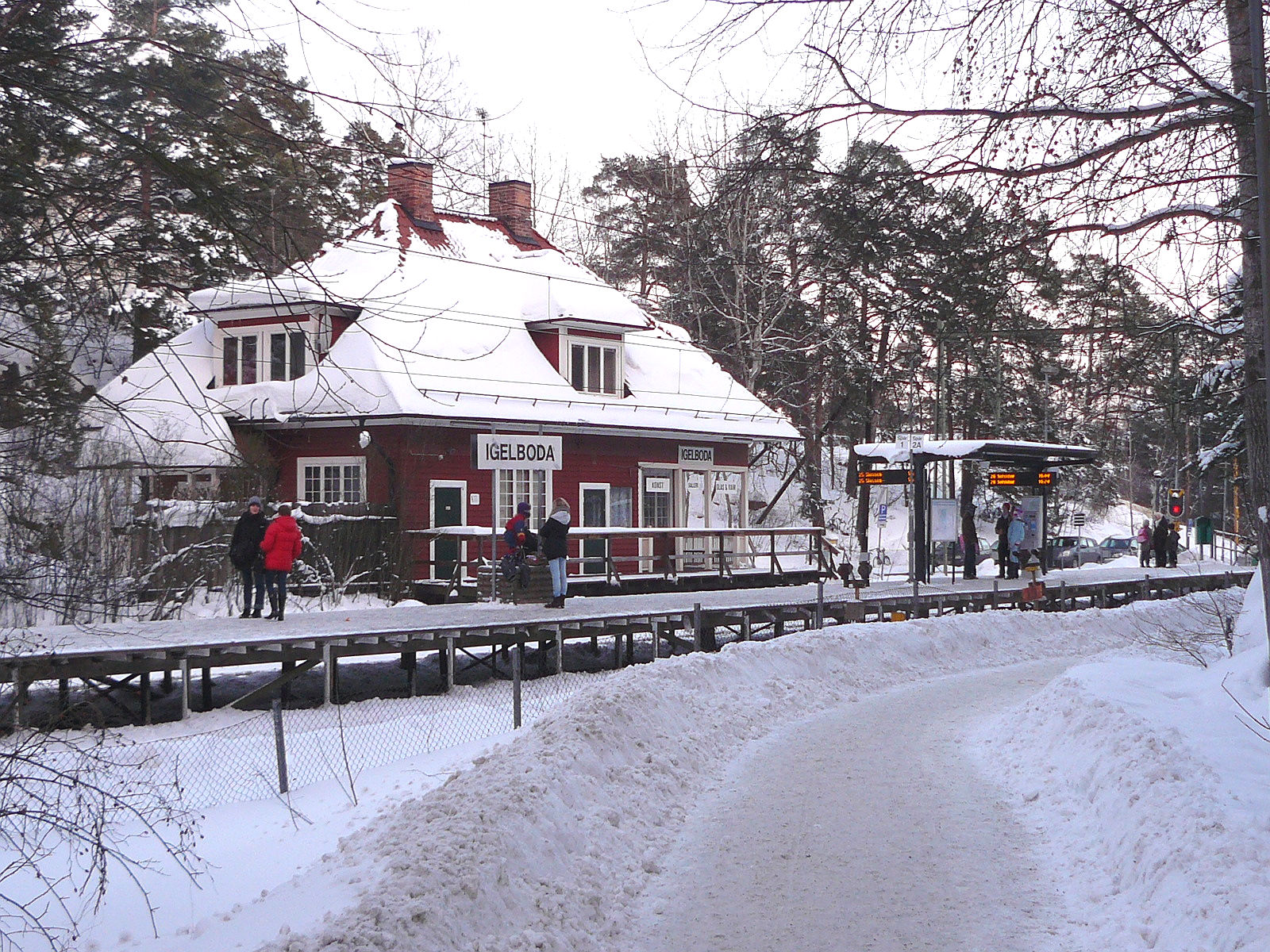
Het station Igelboda

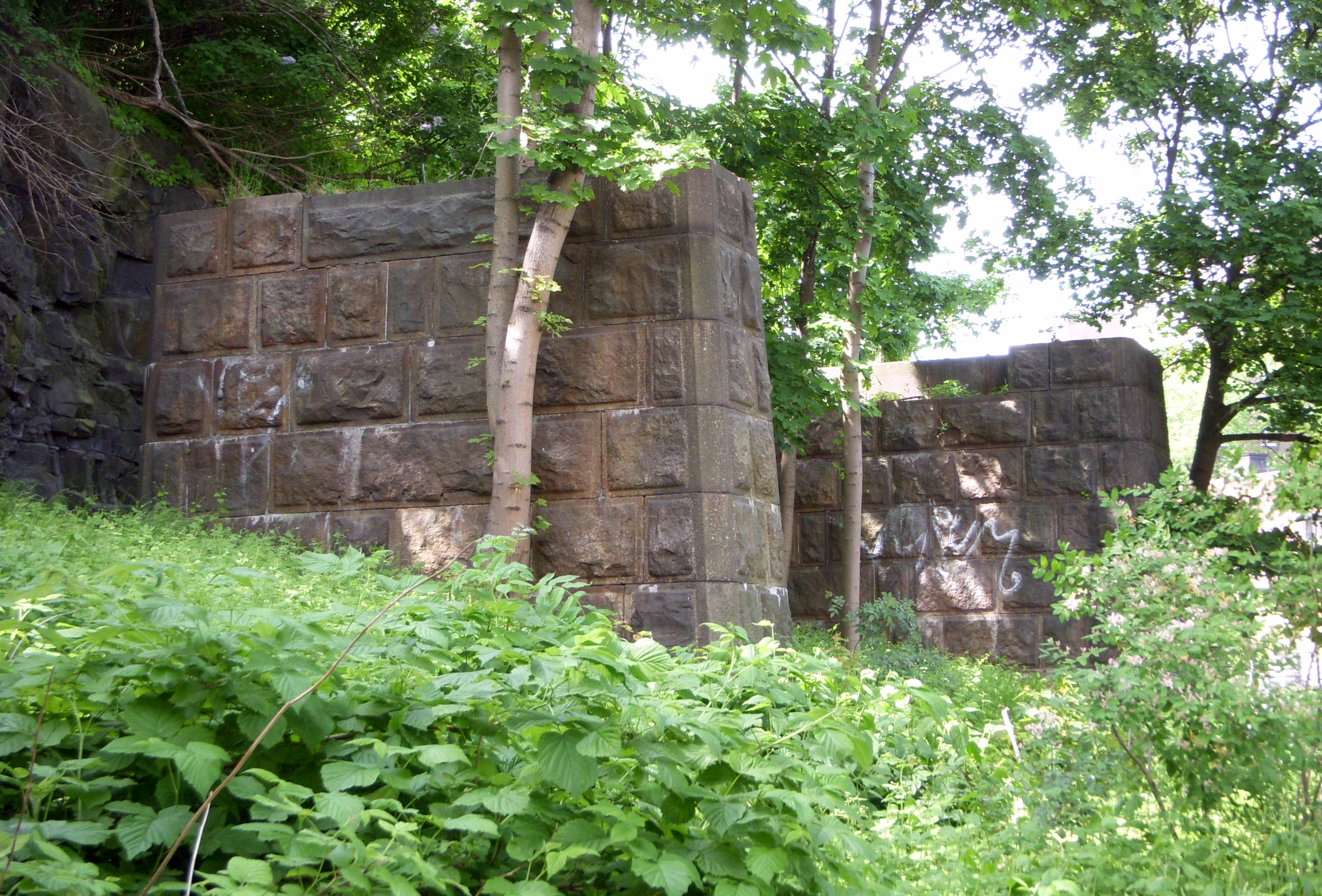
Pijlers van voormalig viaduct

Vanaf het begin werd het traject geëxploiteerd door de Stockholm – Saltsjön Järnväg (afgekort SSnJ), die werd geleid door de rijke familie Wallenberg. Bankdirecteur Knut Agathon Wallenberg wilde van Saltsjöbaden een exclusieve badplaats maken met een groot hotel.
Het traject tussen Slussen en Saltsjobaden werd op 1 juli 1893 geopend. In 1914 werd de zijlijn tussen Igelboda en Solsidan geopend. Tot 1913 werd de treindienst uitgevoerd met stoomtreinen, daarna werd het traject geëlektrificeerd met een spanning van 1350 volt gelijkstroom.
Het traject was vanaf het begin zeer winstgevend, onder meer door de aanwezigheid in Nacka van door de Wallenbergs geleide bedrijven, zoals Atlas Diesel en De Laval.
In 1964 werd het vervoer overgenomen door de Hörjelöverenskommelsen, die al het openbaar vervoer in Stockholm coördineerde. In 1969 werd dit overgenomen door de provincie, die het vervoer overdroeg aan Storstockholms Lokaltrafik (SL).
De exploitatie werd na een aanbesteding tussen 1999 en 2004 door Veolia Transport uitgevoerd. De exploitatie werd uiteindelijk verlengd tot 19 augustus 2012. Sinds 20 augustus 2012 wordt de exploitatie door Arriva tot december 2020 uitgevoerd met een mogelijke verlenging tot 2024.

## Heden
Tegenwoordig is de Saltsjöbanan een onderdeel van het SL-netwerk. Er zijn twee lijnen, elk met een halfuursdienst, die in Igelboda op elkaar aansluiten:
- L25: Slussen – Saltsjöbaden (15,6 km, 14 stations)
- L26: Igelboda – Solsidan (2,9 km, 5 stations)

In Stockholm Slussen begint de Saltsjöbanan op een eigen kopspoor. Er bestaat overstapgelegenheid op de T-Bana. Per dag worden er gemiddeld ± 17.000 reizigers vervoerd.
Er loopt nog een rudimentair verbindingsspoor van de Saltsjöbanan naar het station Stockholms Södra (Stockholm Zuid) van het netwerk van Banverket (de Zweedse railinfrabeheerder), maar dit is overwoekerd en deels door asfalt overdekt. Sindsdien ligt de lijn geïsoleerd van de rest van het Zweedse spoorwegnet en de voertuigen moeten over de weg aangevoerd worden. De remise en werkplaats bevinden zich in Neglinge.
Het materieel bestaat uit 2- à 4-wagenstellen van de typen C10 en C11, gebouwd in 1976 door ASEA. Zij zijn afgeleid van een ouder model van de T-Bana en kunnen in treinschakeling rijden. Bij de komst van dit materieel werd de bovenleidingspanning verlaagd tot 750 volt. Inmiddels is deze verhoogd tot 900 volt.

## Toekomst
SL heeft het plan de Saltsjöbanan om te zetten in lightrail, in Sickla te verbinden met de Tvärbanan (lijn 22) en Flexity Swift A32 (of soortgelijk) materieel in te zetten. Hierbij moet het traject Slussen – Sickla dubbelsporig worden, via een lange tunnel. Een nieuwe hoge brug over de Hammarby sjö moet de enkelsporige beweegbare Danviksbro vervangen. In verband met de hoge kosten is het project uitgesteld en volgens de nieuwe planning zouden de werkzaamheden in 2012 beginnen.